# Waking Up Dreaming
Waking Up Dreaming è un singolo della cantautrice canadese Shania Twain, pubblicato il 23 settembre 2022 come primo estratto dal sesto album in studio Queen of Me.

## Descrizione
Il brano è stato presentato in anteprima il 23 settembre 2022 per BBC Radio 2 ed è stato pubblicato sulle piattaforme musicali di tutto il mondo nello stesso giorno. Si tratta del primo singolo pubblicato dall'artista con la sua nuova etichetta discografica Republic Nashville in seguito al suo abbandono dell'etichetta Mercury Nashville, dopo 30 anni di carriera.

## Video musicale
Il video musicale del brano è stato diretto da Isaac Rentz ed è stato pubblicato su YouTube nello stesso giorno di rilascio del singolo. Twain veste i panni di una rockstar degli anni '80 in abiti glam e stravaganti mentre si esibisce con il brano.

## Esibizioni dal vivo
Shania Twain si è esibita con il brano dal vivo per la prima volta durante il suo medley ai People's Choice Awards del 2022. Dopo la sua esibizione, è stata insignita del Music Icon Award.

## Classifiche
| Classifica (2022)                | Posizione massima |
| -------------------------------- | ----------------- |
| Canada                           | 72                |
| Regno Unito                      | 18                |
| Stati Uniti (Adult Contemporary) | 14                |
| Stati Uniti (Country Digital)    | 10                |
| Stati Uniti (Digital)            | 32                |